# Boulengerula
Boulengerula és un gènere d'amfibis gimnofions de la família Caeciliidae que habita a Tanzània, Kenya, Ruanda i Malaui. Probablement també es trobi a Uganda, la República Democràtica del Congo, Zàmbia i Burundi. El nom del gènere fa referència a George Albert Boulenger (1858-1937), zoòleg britànic d'origen belga.

## Taxonomia
- Boulengerula boulengeri (Tornier, 1896). És endèmica de Tanzània. Els seus hàbitats naturals inclouen boscos secs tropicals o subtropicals, montans secs, terra llaurable, plantacions, jardins rurals i zones prèviament boscoses ara molt degradades. Està amenaçada d'extinció per la destrucció de l'hàbitat.
- Boulengerula changamwensis (Loveridge, 1932). Habita a Kenya, Malaui i possiblement Tanzània, en boscos secs tropicals o subtropicals, montans secs, jardins rurals i zones prèviament boscoses ara molt degradades. Està amenaçada d'extinció per la destrucció de l'hàbitat.
- Boulengerula denhardti (Nieden, 1912). És endèmica de Kenya. Habita en boscos secs tropicals o subtropicals i zones prèviament boscoses ara molt degradades. Està amenaçada d'extinció per la destrucció de l'hàbitat.
- Boulengerula fischeri (Nussbaum & Hinkel, 1994). Endèmica de Ruanda. Habita en montans secs.
- Boulengerula niedeni (Müller, Measey, Loader & Malonza, 2005). L'espècie va ser establerta a partir d'un espècimen descobert a Sagala Hill, una muntanya aïllada dels Taita Hills de Kenya.
- Boulengerula taitana (Loveridge, 1935). És endèmica de Kenya. Els seus hàbitats naturals inclouen montans secs, plantacions, jardins rurals i zones prèviament boscoses ara molt degradades. Sinònims: Boulengerula taitanus (Loveridge, 1935) i Afrocaecilia taitana (Taylor, 1968).
- Boulengerula uluguruensis (Barbour & Loveridge, 1928). És endèmica de Tanzània. Els seus hàbitats inclouen boscos secs tropicals o subtropicals, montans secs, jardins rurals i zones prèviament boscoses ara molt degradades.